# Assemblée des Anciens
 (juillet 2020).
L'Assemblée des Anciens (en albanais : Pleqënia) était un sénat de l'Albanie indépendante, régime de l'Albanie à la suite de sa déclaration d'indépendance le 28 novembre 1912 à Vlorë (alors partie de l'Empire ottoman). Le sénat a été créé le 4 décembre 1912 par l'Assemblée de Vlorë. Il était composé de 18 membres de l'assemblée et avait un rôle consultatif auprès du gouvernement albanais. 
Toutes les provinces de l'Albanie indépendante étaient représentées par ses membres au Sénat, : 
- Kosovo : Salih Gjuka, Bedri Pejani, Hajdin bej Draga ,
- Monastir : Vehbi Dibra
- Shkodër : Hajredin bej Cakrani, Shefqet bej Daiu, Dervish Biçaku, Xhelal bej Koprencka, Mustafa Merlika-Kruja, Murat bej Toptani ,
- Janina : Babë Dud Karbunara, Veli Këlcyra, Kristo Meksi, Eqerem bej Vlora, Ilias Bey Vrioni, Sami Bey Vrioni ,
- Colonie albanaise de Bucarest : Dhimitër Zografi, Dhimitër Berati